# Honfoglalás (album)
A Honfoglalás a P. Mobil harmadik stúdióalbuma 1984-ből.

## Áttekintés
Az akkori politikai viszonyok miatt az album egy sorozat részeként jelent meg, ezért szerepelt a lemez első kiadásán a Rocklegendák 3. alcím is. Ezt a feliratot a remaster kiadvány booklet könyvecskéjének borítóján is megtartották. A dalok még 1980 előtt íródtak, a régi felállásban, azonban addig nem kerülhettek nagylemezre. A felvételek 1984-ben készültek, kivéve az Utolsó cigaretta + Oh, Carol, amely 1983-as koncertfelvétel. A Kétforintos dalba ekkor került be az „inflációs” befejezés, amit egy időben koncerteken is játszottak. A címadó szvitben a kiadó ragaszkodott a régi tagok közreműködéséhez. Felvetették azt is, hogy a mű Vikidál Gyula szólóalbumára kerüljön fel, ettől azonban a P. Mobil elzárkózott. A szvitnek az 1990-es években elkészült két újabb felvétele, egy modernebb rockváltozat és egy szimfonikus zenekarral közös.
A borítón látható a híres Magyarország alakú gitár (korábbi tervek szerint Magyarország térképe lett volna rajta), Turcsák Tibor és Medgyesi Tibor alkotása. Eredetileg csak dekorációnak szánták, azonban valós, használható hangszerként készült el. Az eredetileg piros-fehér-zöld feliratot politikai okokból csak piros-fehérrel lehetett megcsinálni, de a magyar színek egy gyűrűsujjra húzott nemzetiszínű szalaggal jelentek meg. A borító hátoldalán a honfoglalás térképen ábrázolt sematikája látható.

## A dalokról
Kompromisszumok eredményeként jelent meg az album, A-oldalára került a Honfoglalás-szvit, B-oldalára pedig az addig kiadatlan, de koncerteken népszerű dalok. A szvitet a Hanglemezgyár beavatkozása miatt a régi tagok bevonásával kellett feljátszani, annak ellenére is, hogy létezett már korábbi, jó minőségű felvétel is a birtokukban: a Láng Gépgyári 1978-as felvétel (melyet csak bő másfél évtizeddel később adtak ki hivatalosan). Ily módon a P. Mobil volt az első, aki feldolgozta a rockzenében ezt a témát. De nemcsak a magyarok honfoglalásáról szólt, hanem tágabb értelemben a rockzene magyarországi térhódításáról is. Szövegét Földes László "Hobo" írta, a Mondák könyvének felhasználásával, a szvit pedig öt tételre került lebontásra.
A B-oldalas számok közül első a "Menj tovább", amely az évtizedek óta halogatott, "A kintornás szerencséje" című szvit része lett volna, akárcsak az ezt követő "Kétforintos dal". Míg előbbi az élet folytonosságáról szó, utóbbi a pénzért játszó kintornásokról, akik verkliről játszottak. Innen eredt később a hagyomány, hogy kétforintosokat dobáltak az együttesnek – az ezen a lemezen rögzített változat pedig szövegével az inflációra is utal. A harmadik dal, "Az út másik felén", szintén kényszerű címváltoztatás eredménye volt, a "Rocktóbert" ugyanis nem engedélyezték az október 23-ára való áthallás miatt. A dalszöveg forradalmi jellegű, a rockzene mindent elsöprő erejéről szól. A "Tűzimádót" Schuster Lóránt saját nagyanyjának hatására írta, az ő vezetéknevét (Ócsag) Iránban a perzsák a szent tűz őrzője jelentéssel ismerik. A "Pokolba tartó vonat" (vagy egyszerűen csak "Vonat") témáját egy novella adta. Egy boldogtalan ember története, aki az életben sehol nem találta meg a boldogságot, de hallott egy vonatról, amely mindenhol megáll, és a pokolba tart – ezen a vonaton érezte magát az ember igazán jól. A dal jellegzetessége a gitárszóló és a vonat zakatolására emlékeztető dobütemek. A későbbi kiadásokon levágták a dal másik felét képező, több perc hosszúságú dobszólót. A "Miskolc" egyike a legrégebbi, lemezre addig nem került P. Mobil-számoknak: Miskolchoz íródott, ahol az együttes annyit lépett fel, hogy már-már ittenieknek gondolták őket, pedig csak jött, és az éjszaka sötétjében távozott is – erre utal a dalszöveg. Az "Utolsó cigaretta", mint záródal, nagyon emlékeztet Billy Squier "Everybody Wants You" című számára, noha a hasonlóság csak véletlen. A dal üzenete: egy életed van, azt kell élned, ahogyan tudod, és ahogy engedik. Tehát új életet lehet kezdeni, de kettő semmiképp sem lehet, amiként azt a Piramis ekkoriban énekelte a "Ha volna két életem" című számában.
Jelenleg az album a Youtube-on érhető el, mert a Hungaroton elérhetővé tette.

## Dallista
1. Honfoglalás
  1. Őshaza
  2. Vándorlások (ének: Tunyogi, Kékesi)
  3. Harcok
  4. Vérszerződés (ének: Kékesi, közreműködik: Bencsik)
  5. Új haza (ének: Vikidál)
2. Menj tovább
3. Kétforintos dal
4. Az út másik felén (Rocktóber)
5. Tűzimádó
6. Pokolba tartó vonat
7. Miskolc
8. Utolsó cigaretta (ének: Tunyogi) + Oh, Carol (ének: Kékesi)

### 2003-as bónuszdalok
A 2003-as kiadásra kerültek fel, az 1980-as kislemez dalai, valamint magyar és angol demófelvételek 1976-1979-ből.
1. Miskolc (1979)
2. Csizma az asztalon (1980, instrumentális)
3. Átverés (1976, ének: Vikidál)
4. Csillag leszel (1976, ének: Vikidál)
5. Shoot Me! (1978/79, ének: Vikidál) (Lőj rám!)
6. Formula I (1978/79, ének: Vikidál) (Forma I.)
7. The King (1978/79, ének: Vikidál) (A király)
8. You'll Stay What You Are (1978/79, ének: Vikidál) (Maradsz, aki voltál)

### 2023-as bónusz CD
A remaster kiadvány második CD-jére kerültek fel a kislemezen korábban megjelent dalok, szintén felújított minőségben, az ismertebb rádiófelvételek, valamint újra a teljes Honfoglalás szvit, azzal a különbséggel, hogy az "Új haza" című tételben is Tunyogi Péter énekel.
1. Kétforintos dal [kislemezdal]
2. Menj tovább [kislemezdal]
3. Forma 1 [kislemezdal]
4. Utolsó cigaretta [kislemezdal]
5. Miskolc [kislemezdal]
6. Csizma az asztalon [kislemezdal]
7. Utolsó cigaretta [rádiófelvétel]
8. Forma 1 [rádiófelvétel]
9. Örökmozgó [rádiófelvétel]
10. Csillag leszel [rádiófelvétel]
11. Honfoglalás – Őshaza
12. Honfoglalás – Vándorlások
13. Honfoglalás – Harcok
14. Honfoglalás – Vérszerződés
15. Honfoglalás – Új haza [ének: Tunyogi Péter]

## Kiadások
- 1984 – LP, MC
- 1993 – Stage Power CD (két másik album anyagával együtt, nem eredeti sorrendben)
- 2003 – CD felújított kiadás bónuszdalokkal
- 2023 – GrundRecords duplalemezes remaster változat

## Közreműködtek
- Donászy Tibor – dob, ütőhangszerek
- Kékesi László – basszusgitár, vokál, ének
- Sárvári Vilmos – gitár, vokál
- Schuster Lóránt – zenekarvezető, szövegíró, vokál, próza (Honfoglalás – 1. tétel)
- Tunyogi Péter – ének
- Zeffer András – billentyűs hangszerek, vokál
- Bencsik Sándor – gitár, vokál (Honfoglalás, bónusz)
- Vikidál Gyula – ének (Honfoglalás, bónusz)

### A bónuszdalokban
- Cserháti István – billentyűs hangszerek, vokál (az eredeti kiadású albumon is feltüntették a nevét, habár nem játszott a felvételeken)
- Mareczky István – dob, ütőhangszerek (1978-80)
- Pálmai Zoltán – dob, ütőhangszerek (1976)